# Kongeåstien

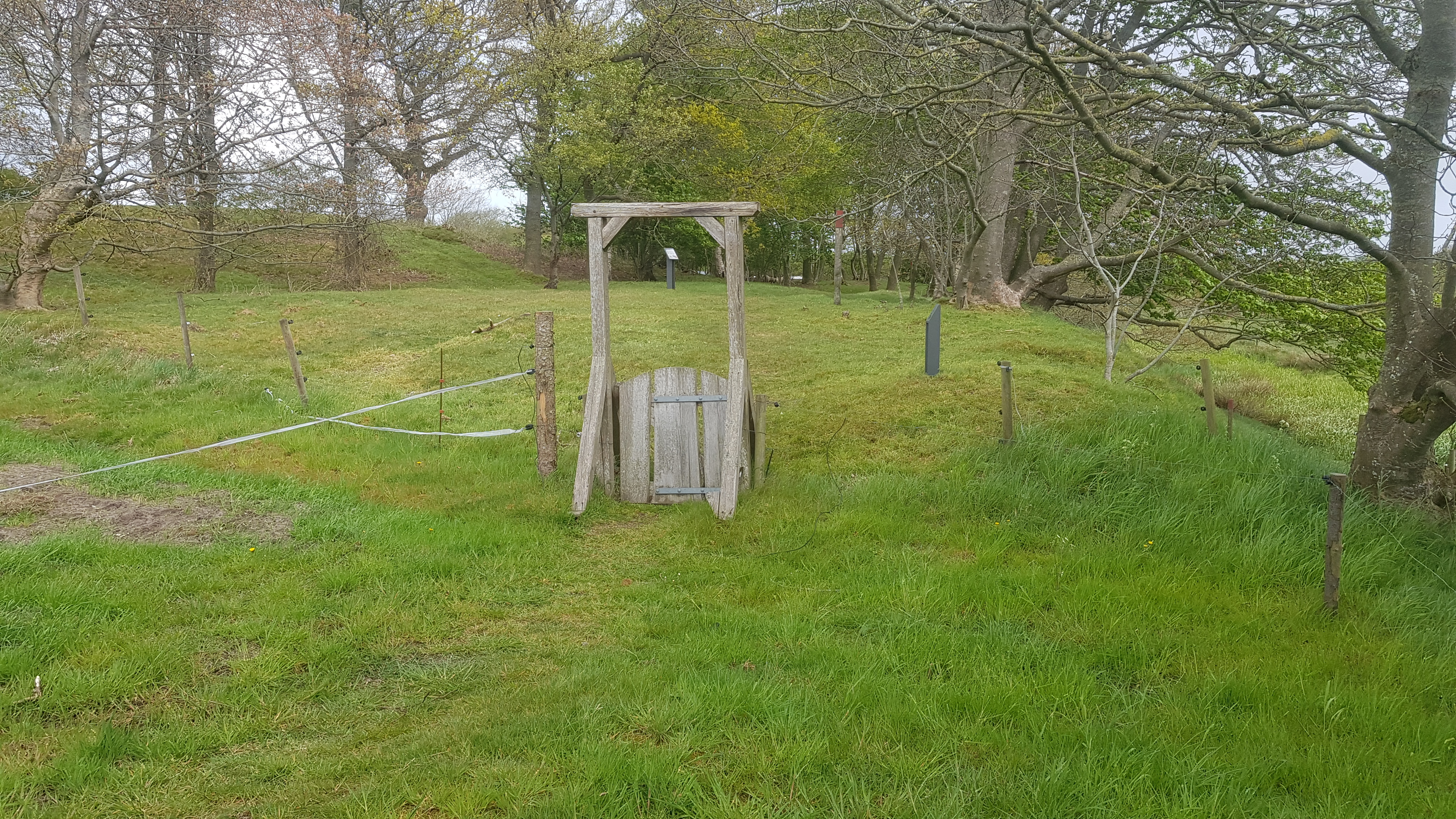
Kongeåstien

Kongeåstien is een gemarkeerd langeafstandswandelpad in Denemarken. De route is 67 kilometer lang en loopt langs de rivier de Kongeå, die van 1864 tot 1920 de grens met Pruisen vormde. De route loopt van Vejen tot de Kongeåslusen-sluis aan de Deense Waddenzee.